# Santa Maria Domenica Mazzarello (titolo cardinalizio)
Santa Maria Domenica Mazzarello (in latino: Titulus Sanctæ Mariæ Dominicæ Mazzarello) è un titolo cardinalizio istituito da papa Giovanni Paolo II il 21 febbraio 2001. Il titolo insiste sulla chiesa di Santa Maria Domenica Mazzarello.
Dal 30 settembre 2023 il titolo è assegnato al cardinale sudafricano Stephen Brislin, arcivescovo metropolita di Johannesburg.

## Titolari
- Antonio Ignacio Velasco García, S.D.B. (21 febbraio 2001 - 6 luglio 2003 deceduto)
- George Pell (21 ottobre 2003 - 10 gennaio 2023 deceduto)
- Stephen Brislin, dal 30 settembre 2023